# Eccellenza Emilia-Romagna 1999-2000
Il campionato italiano di calcio di Eccellenza regionale 1999-2000 è stato il nono organizzato in Italia. Rappresenta il sesto livello del calcio italiano.
Questo è il campionato regionale della regione Emilia-Romagna.

## Girone A

### Squadre partecipanti
| Squadra                | Città (provincia)         |
| ---------------------- | ------------------------- |
| A.S.C. Arcetana        | Scandiano (RE)            |
| Pol. Castellarano      | Castellarano (RE)         |
| Centese Calcio         | Cento (FE)                |
| A.C. Colorno           | Colorno (PR)              |
| A.C. Correggese        | Correggio (RE)            |
| S.S. Crespellano       | Crespellano (BO)          |
| Pol. Crevalcore        | Crevalcore (BO)           |
| A.C. Formigine         | Formigine (MO)            |
| Pol. MBM Lentigione    | Brescello (RE)            |
| Maranello Sportiva     | Maranello (MO)            |
| Poggese F.C. 1915-1999 | Poggio Rusco (MN)         |
| Pol. Solierese         | Soliera (MO)              |
| A.S. Termolan Bibbiano | Bibbiano (RE)             |
| A.C. Traversetolo      | Traversetolo (PR)         |
| U.C. Viadana           | Viadana (MN)              |
| A.S. Virtus Pavullese  | Pavullo nel Frignano (MO) |

### Classifica finale
|  | Pos. | Squadra            | Pt | G  | V  | N  | P  | GF | GS | DR  |
|  | ---- | ------------------ | -- | -- | -- | -- | -- | -- | -- | --- |
|  | 1.   | Poggese            | 64 | 30 | 19 | 7  | 4  | 53 | 20 | +33 |
|  | 2.   | Virtus Pavullese   | 59 | 30 | 16 | 11 | 3  | 43 | 23 | +20 |
|  | 3.   | Correggese         | 59 | 30 | 17 | 8  | 5  | 40 | 23 | +17 |
|  | 4.   | Colorno            | 50 | 30 | 13 | 11 | 6  | 47 | 30 | +17 |
|  | 5.   | Crevalcore         | 49 | 30 | 13 | 10 | 7  | 49 | 33 | +16 |
|  | 6.   | Viadana            | 46 | 30 | 12 | 10 | 8  | 32 | 28 | +4  |
|  | 7.   | Solierese          | 43 | 30 | 11 | 10 | 9  | 40 | 33 | +7  |
|  | 8.   | Castellarano       | 41 | 30 | 10 | 11 | 9  | 44 | 33 | +11 |
|  | 9.   | Lentigione         | 39 | 30 | 9  | 12 | 9  | 44 | 39 | +5  |
|  | 10.  | Maranello Sportiva | 37 | 30 | 8  | 13 | 9  | 35 | 33 | +2  |
|  | 11.  | Arcetana           | 34 | 30 | 8  | 10 | 12 | 30 | 34 | -4  |
|  | 12.  | Crespellano        | 34 | 30 | 8  | 10 | 10 | 29 | 36 | -7  |
|  | 13.  | Formigine          | 31 | 30 | 7  | 10 | 13 | 26 | 33 | -7  |
|  | 14.  | Termolan Bibbiano  | 29 | 30 | 7  | 8  | 15 | 22 | 41 | -19 |
|  | 15.  | Traversetolo       | 26 | 30 | 6  | 8  | 16 | 30 | 41 | -11 |
|  | 16.  | Centese            | 5  | 30 | 1  | 2  | 27 | 11 | 85 | -74 |

### Spareggio per il 2.posto
| Squadra 1        | Risultato | Squadra 2  |
| ---------------- | --------- | ---------- |
| Virtus Pavullese | 2 - 1     | Correggese |

| Scandiano 13 maggio 2000 | Virtus Pavullese | 2 – 1 | Correggese |  |

## Girone B

### Squadre partecipanti
| Squadra                        | Città (provincia)                      |
| ------------------------------ | -------------------------------------- |
| F.C. Alfonsine                 | Alfonsine (RA)                         |
| S.P. Argentana Capca           | Argenta (FE)                           |
| A.S.A.R. S.C.M. Morciano       | Morciano (RN)                          |
| A.C. Boca Granarolo            | Bologna (BO)                           |
| Calcio Castrocaro TDS          | Castrocaro Terme e Terra del Sole (FC) |
| F.C. Casumaro                  | Casumaro (FE)                          |
| A.S. Cervia                    | Cervia (RA)                            |
| U.S. Comacchio Lidi            | Comacchio (FE)                         |
| U.S. Corticella                | Bologna (BO)                           |
| A.C. Matulliauto Massalombarda | Massa Lombarda (RA)                    |
| A.C. Mezzolara                 | Budrio (BO)                            |
| Pol. Ozzanese                  | Ozzano Emilia (BO)                     |
| Pianorese Calcio               | Pianoro (BO)                           |
| A.S. Real Misano               | Misano Adriatico (RN)                  |
| A.C. Romplast Voltana          | Voltana (RA)                           |
| U.S. Virtus Villa              | Verucchio (RN)                         |

### Classifica finale
|  | Pos. | Squadra                   | Pt | G  | V  | N  | P  | GF | GS | DR  |
|  | ---- | ------------------------- | -- | -- | -- | -- | -- | -- | -- | --- |
|  | 1.   | Mezzolara                 | 58 | 30 | 17 | 7  | 6  | 36 | 19 | +17 |
|  | 2.   | Bo.Ca. Granarolo          | 56 | 30 | 15 | 11 | 4  | 45 | 23 | +22 |
|  | 3.   | Matulliauto Massalombarda | 52 | 30 | 14 | 10 | 6  | 41 | 26 | +15 |
|  | 4.   | Alfonsine                 | 45 | 30 | 11 | 12 | 7  | 42 | 33 | +9  |
|  | 5.   | Argentana Capca           | 45 | 30 | 11 | 12 | 7  | 22 | 21 | +1  |
|  | 6.   | Real Misano               | 41 | 30 | 10 | 11 | 9  | 25 | 22 | +3  |
|  | 7.   | Castrocaro TDS            | 40 | 30 | 8  | 16 | 6  | 26 | 22 | +4  |
|  | 8.   | Casumaro (*)              | 40 | 30 | 10 | 10 | 10 | 31 | 32 | -1  |
|  | 9.   | Romplast Voltana          | 36 | 30 | 8  | 12 | 10 | 37 | 37 | 0   |
|  | 10.  | A.S.A.R. Morciano         | 36 | 30 | 8  | 12 | 10 | 23 | 32 | -9  |
|  | 11.  | Corticella                | 36 | 30 | 8  | 12 | 10 | 26 | 36 | -10 |
|  | 12.  | Cervia                    | 35 | 30 | 8  | 11 | 11 | 29 | 30 | -1  |
|  | 13.  | Virtus Villa              | 35 | 30 | 8  | 11 | 11 | 29 | 35 | -6  |
|  | 14.  | Pianorese                 | 33 | 30 | 8  | 9  | 13 | 27 | 30 | -3  |
|  | 15.  | Comacchio Lidi            | 25 | 30 | 7  | 7  | 16 | 34 | 53 | -19 |
|  | 16.  | Ozzanese                  | 17 | 30 | 2  | 11 | 17 | 14 | 36 | -22 |

- (*) Casumaro rinuncia all'Eccellenza e si iscrive alla Promozione.